# Discocyrtus magnicalcar
Discocyrtus magnicalcar is een hooiwagen uit de familie Gonyleptidae.